# Theodor Hugo Micklitz
Theodor Hugo Micklitz (* 8. November 1856 in Freiwaldau (Jeseník), Österreichisch-Schlesien; † 11. Januar 1922 in Wien) war ein österreichischer Forstmann, Hofjagdleiter am Hofe des Kaisers Franz Joseph I. und Professor an der Universität für Bodenkultur Wien.

## Leben
Theodor Hugo Micklitz kam in der Försterfamilie des Julius Micklitz (1821–1885) und seiner Ehefrau Klothilde Therese Johanna Hofmann (* 1831) aus Ober Langendorf (Nordmähren), zur Welt. Andere Quellen geben als Geburtsort Karlsbrunn (Karlova Studánka) an. Theodor ist im Familiengrab seines Onkels Robert Micklitz (1818–1898) auf dem Hietzinger Friedhof in Wien Gruppe 17, Reihe 2 beigesetzt. Im Familiengrab liegt neben ihm auch Rudolf Micklitz (* um 1896; † 21. Juni 1946).
Im Jahre 1878 beendete er sein Studium an der Hochschule für Bodenkultur in Wien und begann seine Laufbahn im österreichischen Staatsforstdienst. Bis 1881 war er als Forsteleve in verschiedenen Forstverwaltungen eingesetzt, dann legte er im Jahre 1881 seine Staatsprüfung für den forsttechnischen Staatsdienst ab und es folgte die Ernennung zum Forstassistenten. Er wurde Lehrer an der staatlichen Forstwartschule Gußwerk, ehe 1891 die Versetzung als k.k. Forstverwalter nach Weißenbach am Attersee erfolgte. Dort verblieb er bis 1893. Da er aus einer angesehenen alten Försterfamilie stammte, breite Kenntnisse der forstlichen Verhältnissen der Monarchie und des Forstwesens besaß, wurde er Kaiser Franz Joseph I. persönlich ausgewählter Hofjagdleiter und Forstrat in Eisenerz von 1894 bis 1898. Danach wurde er zum Direktor der kaiserlichen Privat- und Familienfondsgüter in Wien berufen. In dieser Position blieb er bis 1912.
Als ordentlicher Professor übernahm er von 1912 bis zu seinem Tod 1922 die Lehrkanzel für Forstbetriebseinrichtung und Forstverwaltungslehre an der Hochschule für Bodenkultur in Wien. Während des Ersten Weltkrieges war er bis 1917 als General und Forstreferent in Lublin zugeteilt. Seine Aufgabe bestand in der Organisation der Versorgung der Truppen mit Holz, dem Bau von Forststraße, der Lieferung von Grubenholz für Bergwerke und Schwellen für die Eisenbahn. Er ließ Sägewerke errichten und Bäume für die Harzgewinnung nutzen.
Als Forstwirtschaftler und Forstwissenschaftler sah er seine Aufgabe darin, Probleme der Praxis aufzugreifen, sie zu lösen und gewonnene Erkenntnisse an die Praxis weiter zu vermitteln. Micklitz war ein Anhänger der Ideen Karl Gayers (1822–1907), sein besonderes Interesse galt der Forsteinrichtung und dem Waldbau, er setzte sich besonders für die Naturverjüngung ein. Diese Überlegungen verbreitete er als Direktorialmitglied des österreichischen Reichsforstvereins und als Mitglied der Holzwirtschaftsstelle.
Franz Heske (1892–1963) bezeichnet ihn einmal als einen "der hervorragendsten und bekanntesten Forstwirte des alten Österreich".

## Schriften
- Die Holzverkohlung im geschlossenen und im freien Raume (veröffentlicht u. a. in: Geschichte d. österreichischen Land- und Forstwirtschaft und ihrer Industrien 1848–1898, IV, 1899)
- Bestandsumwandlung im Wienerwalde (veröffentlicht u. a. in: Centralblatt für das gesammte Forstwesen, zugleich Organ für das forstliche Versuchswesen Juni 1910, S. 243–257), Aufsatz über wissenschaftlichen Erkenntnisse der Vorteile von Mischbeständen gegenüber Reinbeständen
- Ist die Ausscheidung einer Plenterbetriebsklasse im oberen Waldgürtel des Hochgebirge gerechtfertigt? (veröffentlicht u. a. in: Centralblatt für das gesammte Forstwesen, zugleich Organ für das forstliche Versuchswesen, 40. Jahrgang, 1914, S. 28–38)
- Prof. Dr. Th. Micklitz und Assistent H. Schmied: Hilfstafeln zur Einklassierung des Fichtenstammholzes im Stehenden, W. Frick, Wien 1915
- Bestandeswirtschaft und Altersklassenmethode, Deuticke, Wien 1916
- Mitteilung über die Forste im österreichisch-ungarischen Militärverwaltungsgebiete Polen, 43. Jahrgang, 1917, S. 132–46.
- praktische Hinweise für waldästhetische Maßnahmen, 1918
- Die Entwicklung der Forstbetriebseinrichtung (veröffentlicht u. a. in: Land- u. Forstwirtschaftliche Unterrichtszeitung (Wien) 32, 1918, S. 1–11)
- Bestimmung der finanziellen Hiebsreife von Beständen, 1919
- Vorschläge zur Neugestaltung der Forstwirtschaft und zur Reform der Staatsforstverwaltung in Deutschösterreich (Rez.), 46. Jahrgang, 1920, S. 60–62.
- Buchwert forstlicher Liegenschaften, 1920

## Ehrungen
- Goldenes Verdienstkreuz mit der Krone
- silbernen Jubiläums-Hof-Medaille
- bronzene Jubiläums-Erinnerungsmedaille für die bewaffnete Macht und die Gendarmerie
- Jubiläums-Erinnerungs-Medaille für Zivilstaatsbedienstete

## Quelle
- Dorothea Hauff: Micklitz, Theodor. In: Neue Deutsche Biographie (NDB). Band 17, Duncker & Humblot, Berlin 1994, ISBN 3-428-00198-2, S. 458 f. (Digitalisat).
- A. Kurir: Micklitz, Theodor. In: Österreichisches Biographisches Lexikon 1815–1950 (ÖBL). Band 6, Verlag der Österreichischen Akademie der Wissenschaften, Wien 1975, ISBN 3-7001-0128-7, S. 267.